# سونیا اونیل
سونیا اونیل (انگلیسی: Sonia O'Neill؛ زادهٔ ۱۹ اوت ۱۹۹۴) بازیکن فوتبال اهل کانادا است.
وی همچنین در تیم ملی فوتبال Venezuela بازی کرده‌است.